# 1. FC Bocholt
1. FC Bocholt 1900 e. V. é uma agremiação esportiva alemã, fundada a 21 de agosto de 1900, sediada em Bocholt, na Renânia do Norte-Vestfália.

## História
A equipe foi fundada em 1900 como Fußball-Club Bocholt e, em 1919, foi acompanhado pelo VfvB Bocholt que tinha sido estabelecido em 1917 como Ballverein Bocholt. Em 1937, se uniu a outro time local, o Ballspielverein Bocholt 1919 que havia jogado como departamento de futebol do Turnverein Phönix Bocholt até 1936. O novo clube jogou como BV Bocholt 1900 após a Segunda Guerra Mundial e adotou seu nome atual em 1946
O 1. FC foi apreciado através de seus maiores sucessos nos anos 1970 e início dos 80 que jogam o futebol da terceira divisão. O clube conquistou o acesso por uma única temporada à 2. Bundesliga, em 1977-1978, e 1980-1981. O time também fez várias aparições na DFB-Pokal, a Copa da Alemanha) no período e, em 1984, avançou até as quartas-de-final antes de de ser eliminado por 2 a 1 pelo Bayern de Munique.
Depois de sofrer o descenso da Regionaliga West/Südwest (III), em 1997, o Bocholt atuou por uma década na Oberliga Nordrhein (IV) como equipe mediana. Na temporada 2006-2007 acabou rebaixado para a Verbandsliga Niederrhein (V).

## Títulos
- Amateurliga Niederrhein (III) Campeão: 1976;
- Amateuroberliga Nordrhein (III) Campeão: 1980, 1984;